# Mount Temple
Mount Temple je hora v Národním parku Banff, na jihozápadě provincie Alberta, v blízkosti hranice s Britskou Kolumbií.
Mount Temple se nachází mezi jezery Lake Luise a Moraine Lake. Hora je součástí Southern Continental Ranges, které tvoří jižní část Kanadských Skalnatých hor. S nadmořskou výškou 3 540 metrů je devátou nejvyšší horou Kanadských Skalnatých hor s prominencí vyšší než 400 metrů.
Mount Temple byl z nejvyšších hor Kanadských Rockies zlezen jako první, v roce 1894.
Hora je pojmenována podle ekonoma a britského politika Richarda Temple.